# NGC 5777
NGC 5777 је спирална галаксија у сазвежђу Змај која се налази на NGC листи објеката дубоког неба.
Деклинација објекта је + 58° 58' 40" а ректасцензија 14h 51m 17,8s. Привидна величина (магнитуда) објекта NGC 5777 износи 13,3 а фотографска магнитуда 14,1. NGC 5777 је још познат и под ознакама UGC 9568, MCG 10-21-34, CGCG 296-18, FGC 1822, IRAS 14499+5910, PGC 53043.